# Mercurino Arborio di Gattinara
Mercurino Arborio di Gattinara (ur. 10 czerwca 1465 w Gattinarze, zm. 5 czerwca 1530 w Innsbrucku) – włoski kardynał.

## Życiorys
Urodził się 10 czerwca 1465 roku w Gattinarze, jako syn Paola Gattinary i Felicity Ranzo. W 1479 roku potajemnie poślubił Andreettę Avogadro. Gdy jego rodzina się o tym dowiedziała, wyraziła stanowczą dezaprobatę i wysłała go do krewnych w Vercelli. Dziesięć lat później legalnie wziął ślub z Andreettą i rozpoczął studia na Uniwersytecie Turyńskim, gdzie uzyskał doktorat z prawa. Następnie otworzył praktykę prawniczą, a w 1501 roku został radcą prawnym Małgorzaty Austriaczki. W 1505 roku otrzymał od niej stanowisko prawnika skarbowego na terenie Romontu i prezydenta Bresse.
W 1506 roku, po śmierci Filipa Kastylijskiego, cesarz Maksymilian I powierzył swojej córce Małgorzacie i Gattinarze zadanie opieki nad kilkuletnimi dziećmi zmarłego króla: Eleonorą, Karolem, Izabelą, Ferdynandem, Marią i Katarzyną. Gattinara zaangażował się w negocjacje Ligi w Cambrai, a następnie został ambasadorem cesarskim przed Ludwikiem XII. Jego zadaniem było doprowadzenie do ugody pomiędzy Ferdynandem Aragońskim a cesarzem, by władzę nad księstwem Kastylii przejął ich wnuk Karol. Porozumienie zostało podpisane jesienią 1509 roku w Blois. Dwa lata później powrócił do Burgundii, gdzie otrzymał zamek oraz lenno w Chevignl. W 1516 roku, z powodu wrogości jaka panowała w jego stronach, wyjechał do klasztoru kartuzów w Brukseli.
W 1518 roku Karol V zaprosił go do objęcia funkcji wielkiego kanclerza sądu w Hiszpanii. Rok później zmarł Maksymilian I, a Gattinara, który był zadeklarowanym zwolennikiem monarchii, zabiegał o poparcie dla Karola wśród książąt elektorów. W 1521 roku Francja najechała Nawarrę i Calais, więc Gattinara przystąpił do negocjacji pokojowych pomiędzy przymierzem cesarza, króla Anglii i papieża a królem Francji. Podczas sejmu Rzeszy w Wormacji przekonywał do koncyliacyjnego podejścia wobec ruchu reformacyjnego Martina Lutra, twierdząc że szczery dialog może przekonać większość protestantów do powrotu na łono Kościoła.
W 1522 roku wybuchł konflikt pomiędzy Franciszkiem I a Karolem V. Po pokonaniu wojsk francuskich, król został wzięty do niewoli i osadzony w Madrycie. Gattinara był przeciwny jego uwolnieniu, uważając że król nie będzie przestrzegał porozumień. Jego obawy się spełniły, gdyż w 1526 roku wybuchła wojna Ligi z Cognac. Brał udział w negocjacjach, które zaowocowały pokojem w Cambrai. W 1529 roku opublikował swoją autobiografię Historia vitæ et gestorum per dominum magnum cancellarium, gdzie stwierdził, że Leon X proponował mu promocję kardynalską.
13 sierpnia 1529 roku został kreowany kardynałem prezbiterem i otrzymał kościół tytularny San Giovanni a Porta Latina. Wkrótce po promocji udał się na sejm Rzeszy w Augsburga, jednak zmarł po drodze w Innsubrucku 5 czerwca 1530 roku.